# Allozetes lacandonicus
Allozetes lacandonicus är en kvalsterart som beskrevs av Sandór Mahunka och Palacios-Vargas 1996. Allozetes lacandonicus ingår i släktet Allozetes och familjen Austrachipteriidae. Inga underarter finns listade i Catalogue of Life.